# Cesària d'Arle
|  | Per a altres significats, vegeu «Cesària d'Avinyó». |

Cesària (Arle, ca. 475 - 540) fou una religiosa occitana, germana del bisbe metropolità d'Arle, Cesari (ca. 470-543).
Ingressà molt jove en un monestir de Marsella, on es va educar. El 512 va esdevenir la primera abadessa del monestir fundat pel seu germà a Arle, que aleshores portava el nom de Sant Joan. Hi va redactar la regla anomenada Regula sanctarum uirginum o Regla de Santa Cesària, destinada a les monges del monestir. Tot i la clausura, les germanes es consagraven a la caritat envers els necessitats i la instrucció de les joves. Elles mateixes feien les seves robes i transcrivien llibres, a més d'estudiar dues hores diàries. Mentre altres cosien, una llegia un llibre en veu alta.
La seva festa és el 12 de gener.